# Континентальный кубок по кёрлингу среди смешанных команд
Континентальный кубок по кёрлингу (англ. Continental Cup of Curling) — ежегодный международный турнир по кёрлингу. Проводится с 2002 года в Канаде или США между сборной командой, представляющей Северную Америку (команда «Северная Америка», англ. Team North America), и сборной командой, представляющей остальной мир (команда «Мир», англ. Team World) (поскольку до 2008 с этой стороны участвовали только кёрлингисты из стран Европы, то до 2008 года включительно сборная носила название «Европа», англ. Team Europe). С каждой стороны выступают шесть команд (три мужских и три женских). Побеждает сборная, набравшая в сумме больше очков во всех шести соревнованиях, чем другая сборная. Турнир проводится под эгидой Всемирной федерации кёрлинга. Регламент проведения турнира исходно был скопирован с регламента турнира по гольфу «Ryder Cup».

## Формат турнира
Каждая из сторон выставляет на турнир шесть команд (три мужских и три женских). Со стороны Северной Америки четыре команды (две мужских и две женских) представляет Ассоциация кёрлинга Канады, делая выбор по результатам последних по времени выступлений команд на Кубке Канады по кёрлингу, на чемпионате мира и на зимних Олимпийских играх; ещё две команды выдвигает Ассоциация кёрлинга США. Со стороны остального мира (до 2008 года включительно — Европы) все шесть команд определяет Всемирная федерация кёрлинга.
В рамках турнира проводятся соревнования по четырем основным дисциплинам, и для выигрыша всего турнира необходимо набрать хотя бы чуть более чем половину из общей суммы очков, которые начисляются в этих соревнованиях. До 2012 года включительно, минимальное количество очков для общей победы составляло 201 очко; начиная с 2013 года, после изменения системы начисления очков, минимальное количество очков для общей победы стало равно 30½.
Соревнования проводятся по дисциплинам:
- смешанные пары (Mixed Doubles) (дабл-микст[англ.]*) — в команде два человека, мужчина и женщина;
- синглы (Singles) (см. en:Continental Cup of Curling#Singles) — команды полного состава (4 человека одного пола), соревнование в отдельных технических элементах игры (подобно, например, «Конкурсу умений НБА» в баскетболе);
- командные матчи (Teams) — матчи из нескольких эндов среди мужских и женских команд полного состава (4 человека одного пола), с несколько измененными правилами;
- скины (Skins) — матчи среди мужских, женских полных команд и смешанных пар, но с тем отличием, что очки начисляются за каждый выигранный энд, а в случае, если в энде никто не победил, то очки добавляются к очкам, начисляемым за следующий энд, увеличивая сумму «приза» (исходно и сама формула, и название взяты из соревнования по гольфу в рамках турнира PGA Tour; см. en:Skins game).

## Места проведения
| Год  | Место проведения                | Северная Америка | Итоговый счёт | Европа / Мир |
| ---- | ------------------------------- | ---------------- | ------------- | ------------ |
| 2002 | Реджайна (Саскачеван)           |                  | 207 : 193     |              |
| 2003 | Тандер-Бей (Онтарио)            |                  | 179 : 208     |              |
| 2004 | Медисин-Хат (Альберта)          |                  | 228 : 172     |              |
| 2006 | Чилливак (Британская Колумбия)  |                  | 171 : 229     |              |
| 2007 | Медисин-Хат (Альберта)          |                  | 290 : 110     |              |
| 2008 | Кемроз (Альберта)               |                  | 192 : 208     |              |
| 2011 | Сент-Альберт (Альберта)         |                  | 298 : 102     |              |
| 2012 | Лэнгли (Британская Колумбия)    |                  | 165 : 235     |              |
| 2013 | Пентиктон (Британская Колумбия) |                  | 37 : 23       |              |
| 2014 | Лас-Вегас (Невада)              |                  | 36 : 24       |              |
| 2015 | Калгари (Альберта)              |                  | 42 : 18       |              |
| 2016 | Лас-Вегас (Невада)              |                  | 30½ : 29½     |              |
| 2017 | Лас-Вегас (Невада)              |                  | 37 : 23       |              |